# Exacristis euryopa
Exacristis euryopa är en fjärilsart som beskrevs av Edward Meyrick 1921. Exacristis euryopa ingår i släktet Exacristis och familjen plattmalar. Inga underarter finns listade i Catalogue of Life.